# 日乗 (本興寺)
日乗（にちじょう、1345年 - 1425年5月14日（応永32年4月26日））は、法華宗陣門流の僧で、この門流の東海別院である常霊山本興寺（静岡県湖西市鷲津）を開山した。院号は大慈悲院。

## 生涯

### 真言宗の僧
日乗は南北朝時代に生を受けた。遠江国（今の静岡県西部）の薬師堂の僧になった。薬師堂は、三河国渥美郡雲谷（うのや）（愛知県豊橋市雲谷町）にある天平時代の行基開基の高野山真言宗の船形山普門寺の下に置かれた末寺のひとつである。この頃、日乗という名ではなく、仏法の中でも密教を究めようとしており、お題目とは縁はなかった。

### 法華宗本興寺開く
永徳3年（1383年）、南朝では弘和3年、題目宗の僧日陣（1339年 – 1419年）が東海地方を巡化していたが、薬師堂の僧（のちの日乗）は支院東光坊において法論を闘わせることになった。薬師堂の僧は、日陣を前に真言密教の法の正当性を主張し説き伏せにかかったが、毎日毎日法戦を行う中で自説の非を悟ることになる。ここで、弟子の東光坊日円や古見小山田坊日能とともに陣師の説に服し、改宗の上、大慈悲院日乗と名を改める。薬師堂の名も、法華経の如来寿量品第十六の常在霊鷲山から常霊山の山号、本法興隆寺から本興寺の寺号を陣師より頂き、常霊山本興寺と改めた。日陣45歳、日乗39歳のことであったと言う。日陣は弟子の大賢坊日登をとどめ、日登により1390年に遠江国新居（静岡県湖西市新居町）本果寺の日歳も陣門に服した。
後小松天皇の治世で征夷大将軍が足利義満（京の室町）の南北朝合一の明徳3年（1392年）、日乗は尾張国大橋家から招かれ、本蓮寺を尾張国海部郡（愛知県津島市池麩町）に開いた。

### 住職から退く
応永21年（1414年）、日乗は本興寺の住職を退いた。本興寺住職として題目の弘通は足掛け32年に及んだ。日陣に説得されて日蓮の法華宗の僧として生きた日乗は、応永32年（1425年）4月26日、遷化した。